# Рошія (Хунедоара)
Рошія (рум. Roșia) — село у повіті Хунедоара в Румунії. Входить до складу комуни Балша.
Село розташоване на відстані 294 км на північний захід від Бухареста, 19 км на північний схід від Деви, 94 км на південний захід від Клуж-Напоки, 145 км на схід від Тімішоари.

## Населення
За даними перепису населення 2002 року у селі проживали 7 осіб, усі — румуни. Усі жителі села рідною мовою назвали румунську.